# Treble (voetbal)
Met het winnen van de treble wordt bedoeld dat een voetbalclub in eigen land de dubbel (landskampioen en nationale beker) wint en daarnaast ook de UEFA Champions League (of voor 1992 de Europacup I). In het Europese voetbal is dit een zeldzaam verschijnsel.

## Mannen
| Club                | Land      | Jaar       | Gewonnen                                              |
| ------------------- | --------- | ---------- | ----------------------------------------------------- |
| Celtic              | Schotland | 1967       | Scottish Premiership, Scottish Cup, Europacup I       |
| Ajax                | Nederland | 1972       | Eredivisie, KNVB beker, Europacup I                   |
| PSV                 | Nederland | 1988       | Eredivisie, KNVB beker, Europacup I                   |
| Manchester United   | Engeland  | 1999       | Premier League, FA Cup, UEFA Champions League         |
| FC Barcelona        | Spanje    | 2009, 2015 | Primera División, Copa del Rey, UEFA Champions League |
| Internazionale      | Italië    | 2010       | Serie A, Coppa Italia, UEFA Champions League          |
| Bayern München      | Duitsland | 2013, 2020 | Bundesliga, DFB-Pokal, UEFA Champions League          |
| Manchester City     | Engeland  | 2023       | Premier League, FA Cup, UEFA Champions League         |
| Paris Saint-Germain | Frankrijk | 2025       | Ligue 1, Coupe de France, UEFA Champions League       |

## Vrouwen
Vijf vrouwenclubs hebben een treble voltooid. De eerste die dit deed was 1. FFC Frankfurt in 2002, dat in 2008 opnieuw de treble won. Olympique Lyonnais is recordhouder met vijf trebles.
De discrepantie tussen vrouwenvoetbal en mannenvoetbal is deels te wijten aan het ontbreken van een continentale competitie voor vrouwen. De UEFA Women's Champions League is pas in 2001 opgericht als de UEFA Women's Cup. Bovendien beschikten veel landen niet over een nationale bekercompetitie of professionele competitie voor vrouwenvoetbal. Dit resulteert in een concentratie van de top in een paar landen zoals Duitsland, Zweden en Frankrijk.
| Club                | Land      | Jaar                         | Gewonnen                                                                   |
| ------------------- | --------- | ---------------------------- | -------------------------------------------------------------------------- |
| 1. FFC Frankfurt    | Duitsland | 2002, 2008                   | Bundesliga, DFB-Pokal, UEFA Women's Cup                                    |
| Arsenal             | Engeland  | 2007                         | Women's Premier League, FA Women's Cup, UEFA Women's Cup                   |
| Olympique Lyonnais  | Frankrijk | 2012, 2016, 2017, 2019, 2020 | Division 1 Féminine, Coupe de France, UEFA Women's Champions League        |
| VfL Wolfsburg       | Duitsland | 2013                         | Bundesliga, DFB-Pokal, UEFA Women's Champions League                       |
| FC Barcelona Femení | Spanje    | 2021, 2024                   | Primera División Femenina, Copa de la Reina, UEFA Women's Champions League |